# Reprezentacja Peru w piłce wodnej kobiet
Reprezentacja Peru w piłce wodnej kobiet – zespół, biorący udział w imieniu Peru w meczach i sportowych imprezach międzynarodowych w piłce wodnej, powoływany przez selekcjonera, w którym mogą występować wyłącznie zawodnicy posiadający peruwiańskie obywatelstwo. Za jej funkcjonowanie odpowiedzialny jest Peruwiański Związek Pływacki (FDPN), który jest członkiem Międzynarodowej Federacji Pływackiej.